# Exaile
Exaile ist ein freies grafisches Programm zum Abspielen und Organisieren von Musik, das unter der GPL steht. Exaile ähnelt im Aufbau dem sehr populären KDE-Programm Amarok 1.4, baut aber auf GTK+ auf. Das Programm ist derzeit für Linux verfügbar, eine Installation auf Windows ist allerdings, dank GStreamer, auch möglich. Ab der Version 3.4 gibt es auch eine offizielle Portierung auf macOS.
Die erste stabile Version des Programms ist im September 2006 erschienen, damals als Version 0.2. Das Programm ist in Python mittels der pygtk-Bibliothek geschrieben. Als Audio-Backend dient – auch unter Windows – GStreamer.
Im August 2009 wurde Exaile 0.3.0 veröffentlicht. Diese Version von Exaile wurde komplett neu programmiert, um die Entwicklung des Programms in der Zukunft zu vereinfachen.
Zu den Funktionen zählen unter anderem Wikipedia- und last.fm-Integration, automatischer Download von Liedtexten, Tabulaturen und CD-Cover sowie Unterstützung für mehrere Playlisten in Tabs. Darüber hinaus lässt sich die Funktionalität von Exaile mit zahlreichen Plug-ins erweitern, darunter auch eines für die Zusammenarbeit mit einem Apple iPod. Für die nächste Zukunft ist außerdem eine Funktion zum Brennen von Audio-CDs geplant.
Sechs Jahre nach der letzten Version wurde am 28. März 2021 die Version 4.1.1 von Exaile veröffentlicht.